# Mary Anne MacLeod Trump
Mary Anne Trump z domu MacLeod (ur. 10 maja 1912 w Tong, zm. 7 sierpnia 2000 w New Hyde Park) – szkocko-amerykańska działaczka społeczna, filantropka.
Żona Freda Trumpa, matka 45. i 47. prezydenta Stanów Zjednoczonych Donalda Trumpa.

## Życiorys
Mary Anne MacLeod była najmłodszym z dziesięciorga dzieci Mary i Malcolma MacLeodów. Dorastała w małej wiosce rybackiej Tong na wschodnim wybrzeżu szkockiej wyspy Lewis and Harris na Hebrydach. Jej językiem ojczystym był gaelicki szkocki, angielskiego nauczyła się dopiero w szkole.
W 1930 wyemigrowała do Stanów Zjednoczonych, gdzie dzień po swoich 18. urodzinach przybyła na pokładzie brytyjskiego transatlantyku RMS Transylvania. Zamieszkała u swojej siostry Catherine Reid na Long Island, gdzie pracowała jako niania i pokojówka. W 1935 zawarła związek małżeński z przedsiębiorcą Fredem C. Trumpem.  Para doczekała się pięciorga dzieci: Maryanne (1937–2023), Fredericka Jr. (1938–1981), Elizabeth (ur. 1942), Donalda (ur. 1946) i Roberta (1948–2020).
W 1942 uzyskała amerykańskie obywatelstwo. Udzielała się charytatywnie jako wolontariuszka w szpitalu i była także zaangażowana na rzecz poprawy sytuacji dzieci z porażeniem mózgowym i dorosłych niepełnosprawnych intelektualnie.
W październiku 1991 została napadnięta podczas zakupów na Union Turnpike w pobliżu swojego domu. Doznała złamania żeber, krwotoku śródmózgowego oraz trwałego uszkodzenia wzroku i słuchu. Zmarła w 2000 w wieku 88 lat. Została pochowana na luterańskim cmentarzu All Faiths Cemetery w Middle Village w Queens.